# Амир Хамза
Вижте пояснителната страница за други личности с името Амир.
Тенгку Амир Хамза (на индонезийски: Tengkoe Amir Hamzah) е индонезийски поет и общественик.

## Биография
Амир Хамза е роден на 28 февруари 1911 г. в областта Танджунг Пура на остров Суматра, по това време част от Нидерландска Индия. Баща му е високопоставен аристократ в султаната Лангкат. Завършва прогимназия в Медан, след което през 1927 г. заминава за Ява и продължава образованието си в Суракарта и Батавия. Там се включва активно в националното движение, а през 1932 година е сред основателите на литературното списание „Пуджанга Бару“ и скоро се утвърждава като един от водещите индонезийски поети на своето време.
През 1937 г. прекъсва литературната си дейност и се връща в Лангкат, където се жени за дъщеря на султана и заема различни длъжности в двора. След обявяването на независимостта на Индонезия през 1945 г. Амир Хамза е представител на новото правителство в Лангкат.
Амир Хамза умира на 20 март 1946 г. в Квала Бегумит, убит по време на масовите кланета на аристокрацията, извършени от комунистите по време на Източносуматренската революция.